# Fedele De Novellis

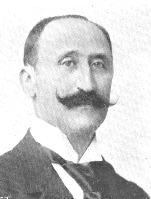
Fedele De Novellis

Fedele De Novellis (* 15. Dezember 1854 in Belvedere Marittimo, Kalabrien; † 21. Mai 1929 in Rom) war ein Diplomat und Politiker im Königreich Italien, der unter anderem zwischen 1892 und 1912 Mitglied der Abgeordnetenkammer (Camera dei deputati) sowie von 1912 bis 1914 Gesandter im Königreich Norwegen war. Er war ferner von 1915 bis zu seinem Tode 1929 Mitglied des Senats (Senato del Regno).

## Leben

### Studium, Verwendungen als Diplomat und Mitglied der Abgeordnetenkammer
Fedele De Novellis, Sohn von Gennaro De Novellis und Adelaide Leo, absolvierte ein Studium der Rechtswissenschaften an der Universität Neapel, welches er mit einem Laurea in giurisprudenza beendete. Er war als Journalist und Publizist tätig. Er trat am 12. Juli 1884 als Attaché in den diplomatischen Dienst des Außenministeriums (Ministero degli affari esteri) und wurde zunächst an die Gesandtschaft im Königreich Serbien versetzt. Danach wechselte er am 27. Oktober 1886 an die Gesandtschaft im Königreich Portugal sowie am 20. Dezember 1888 an die Gesandtschaft im Osmanischen Reich, ehe er am 25. Oktober 1891 an die Gesandtschaft im Deutschen Kaiserreich versetzt wurde. Bei seinem Ausscheiden aus dem diplomatischen Dienst wurde ihm am 30. Oktober 1892 der Ehrentitel eines Legationssekretärs (Segretario onorario di legazione) verliehen.
Bei der Parlamentswahl am 6. November 1892 wurde De Novellis für die Historische Linke (Sinistra) im Wahlkreis Verbicaro erstmals zum Mitglied der Abgeordnetenkammer (Camera dei deputati) gewählt und gehörte dieser nach seinen Wiederwahlen am 19. April 1896, am 21. März 1897, am 3. Juni 1900, am 6. November 1904 und am 7. März 1909 in der Zeit vom 23. November 1892 bis zu seinem Mandatsverzicht am 26. November 1912 an. Während seiner Parlamentszugehörigkeit war er vom 17. Mai 1905 bis zum 26. November 1912 mit einer kurzen Unterbrechung auch Sekretär des Parlamentspräsidiums (Segretario, Ufficio di Presidenza).

### Gesandter in Norwegen und Senator
Nach seiner Ernennung zum Gesandten Zweiter Klasse (Inviato straordinario i II classe) am 11. Juli 1912 übernahm er am 22. Juli 1922 von Emanuele Berti außerordentlicher Gesandter und bevollmächtigter Minister im Königreich Norwegen und verblieb auf diesem Posten bis zum 16. Juni 1914, woraufhin Giulio Cesare Montagna seine dortige Nachfolge antrat.
Fedele De Novellis, dem auch das Großkreuz des Ordens der Krone von Italien verliehen wurde, wurde am 30. Dezember 1914 zum Mitglied des Senats (Senato del Regno) ernannt und gehörte diesem vom 24. März 1915 bis zu seinem Tode am 21. Mai 1929 an. Im Senat schloss er sich zunächst den Liberaldemokraten (Liberale democratico) sowie anschließend der Demokratischen Union (Unione democratica) an. Während seiner Senatszugehörigkeit war er zwischen dem 11. Dezember 1916 und dem 7. April 1921 mit einer Unterbrechung Mitglied des Geschäftsordnungsausschusses (Commissione per il regolamento interno) sowie vom 19. Juli 1920 bis zum 30. Juni 1922 zudem Mitglied des Parlamentarischen Untersuchungsausschusses zur Verwaltung der Unterstützung der Bevölkerung und zur Wiederherstellung der befreiten Länder(Commissione parlamentare d’inchiesta sulle gestioni per l’assistenza alle popolazioni e per la ricostituzione delle terre liberate). Er war des Weiteren vom 17. März bis zum 10. September 1921 Mitglied des Parlamentarischen Untersuchungsausschusses zur Organisation und Arbeitsweise der Zentralverwaltungen und der von ihnen abhängigen Dienststellen sowie zur Lage ihres Personals (Commissione parlamentare d’inchiesta sull'ordinamento e funzionamento delle amministrazioni centrali e sui servizi da esse dipendenti e sulle condizioni del relativo personale). Darüber hinaus war er zwischen dem 14. Juni 1921 und dem 10. Dezember 1923 sowie erneut vom 28. Mai 1924 bis zu seinem Rücktritt am 16. November 1925 Sekretär des Präsidiums des Senats. Aus seiner Ehe mit Vittoria De Novellis ging der einzige Sohn Gennaro hervor.